# Actaea frigida
Actaea frigida là một loài thực vật có hoa trong họ Mao lương. Loài này được (Royle) Prantl mô tả khoa học đầu tiên năm 1888.